# Emirat de Gwoza
L'emirat de Gwoza és un estat tradicional de Nigèria a l'estat de Borno.
L'estat de Gwoza va existir antigament, com a vassall de Bornu. El 1961 fou reconegut com a emirat tradicional. Es va fer conegut per l'activitat de Boko Haram que hi té una de les seves principals bases des de 2009. El 30 de maig de 2014 l'emir tradicional, Idrissa Timta, fou assassinat després de ser segrestat amb el seu col·lega l'emir d'Uba, Ismaila Mamza, per Boko Haram, a Hawul, quan anaven al funeral del seu col·lega difunt l'emir de Gombe, Alhaji Shehu Abubakar. El 23 de juny de 2014 tot l'emirat estava en mans o sota atac de Boko Haram que el 6 d'agost de 2014 va ocupar la ciutat de Gwoza; a l'octubre s'estimava que uns tres mil residents havien fugit de l'àrea. El 27 de març de 2015, l'exèrcit nigerià va anunciar que havia recuperat la ciutat de Gwoza de mans de Boko Haram.

## Emirs
- Lawal Jama 1961 - 1975
- Idrisa Timta 1975 - 1981
- Shehu Mustapha Idrissa Timta 1981 - 2014
- Shehu Muhammadu Idrissa Timta 2014 -